# Crăciunești (Maramureș)
Crăciunești (ukrainisch Кричунів Krytschuniw, ungarisch Tiszakarácsonyfalva) ist ein Dorf im Kreis Maramureș im Norden von Rumänien. Es ist Teil der Gemeinde Bocicoiu Mare.

## Geographische Lage
Das Dorf liegt südlich der Grenze zur Ukraine, etwa 9 Kilometer östlich von Sighetu Marmației an der Bahnstrecke Sighetu Marmației–Iwano-Frankiwsk sowie an der Landesstraße DN18.

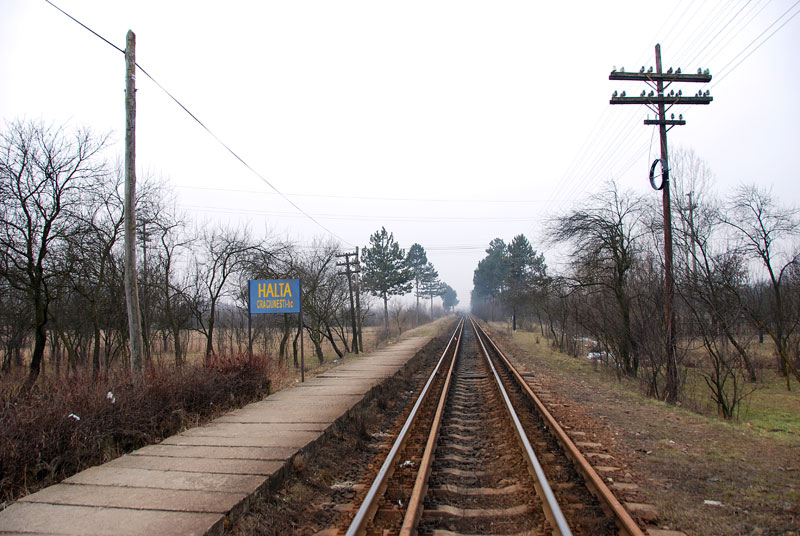
Blick auf den Haltepunkt Crăciunești in Richtung Sighetu Marmației.
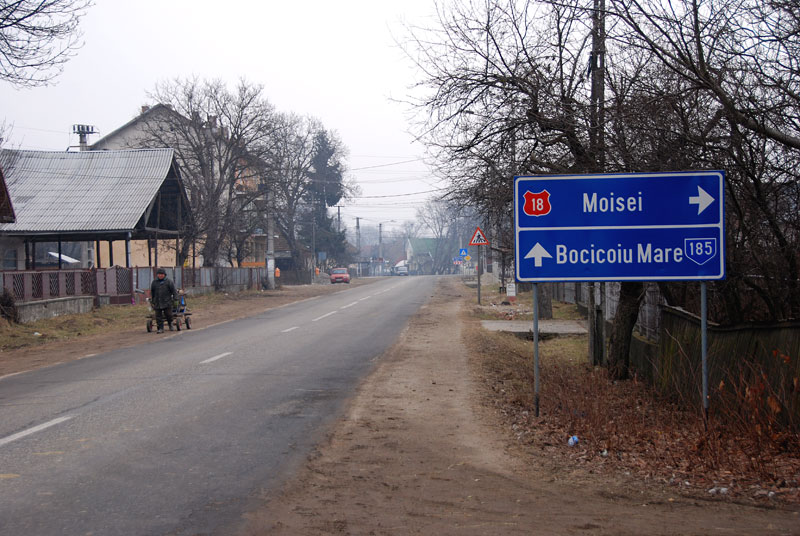
Vorwegweiser in Crăciunești
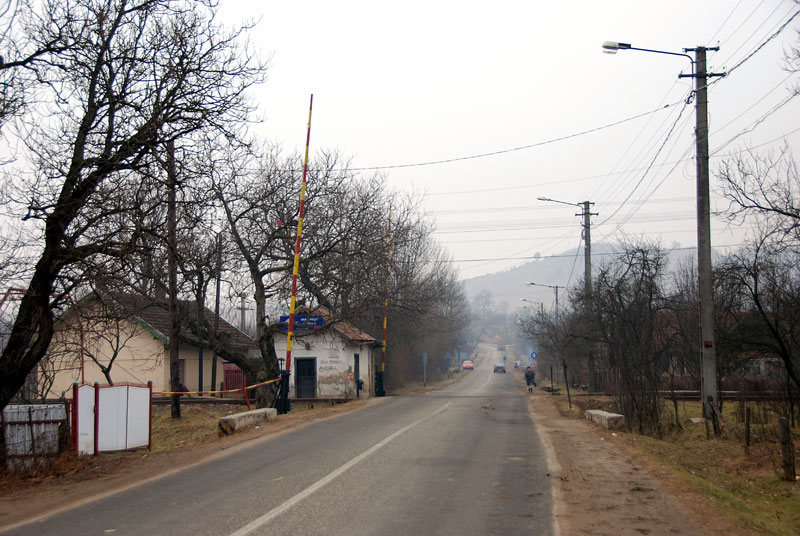
Bahnübergang der Landesstraße 18
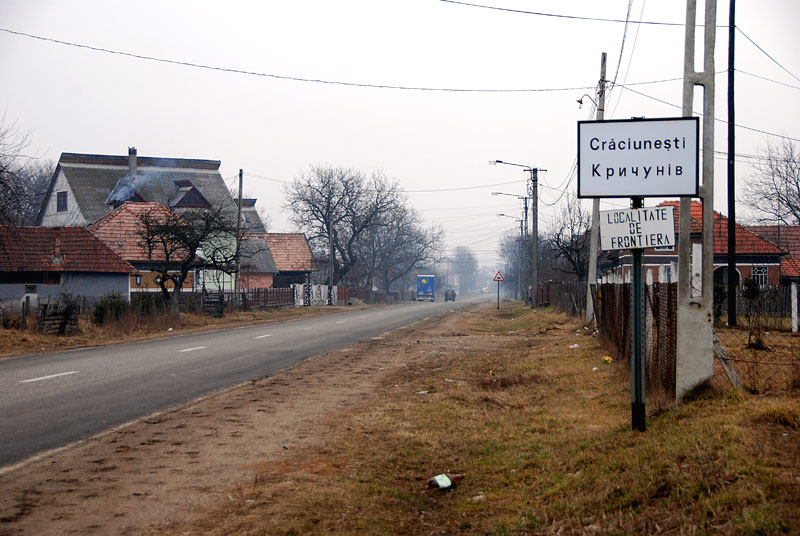
Ortseingang von Sighetu Marmației kommend

## Persönlichkeiten
- Julije Drohobeczky (1853–1934), griechisch-katholischer Geistlicher, Bischof von Križevci 1891–1920